# Der lustige Witwer (film 1929)
Der lustige Witwer è un film del 1929 diretto da Robert Land.
Nel 1920, era uscito un Der lustige Witwer diretto da Heinrich Bolten-Baeckers.

## Produzione
Il film fu prodotto dalla Super-Film GmbH (Berlin).

## Distribuzione
Distribuito dalla Deutsche Lichtspiel-Syndikat (DLS), uscì nelle sale cinematografiche tedesche il 1º maggio 1929 a Berlino.